# 池田トム
池田 トム（いけだ トム）は、日本のゲームデザイナー。

## 来歴
ソニー・コンピュータエンタテインメント（SCE）『RULE of ROSE』のシナリオ・プランナーとしてデビュー。その後は株式会社マーベラスで『王様物語』のシナリオ・リードプランナーや株式会社グラスホッパー・マニファクチュアで『ロリポップチェーンソー』をディレクター。株式会社Onion Gamesには創業から長く所属し『勇者ヤマダくん』『BLACK BIRD』をゲームデザイン。
現在は株式会社タストαの取締役で株式会社集英社ゲームズの『ハテナの塔 -The Tower of Children-』のディレクター。2024年に発表した『Witch of Oblivion』のディレクター。 

## 作品
- RULE of ROSE (2006年) - プランナー/脚本
- 牧場物語 やすらぎの樹（2007年） -シナリオ・リードプランナー
- 王様物語 (2009年) - リードプランナー/シナリオライター
- シャドウ オブ ザ ダムド (2011年) - ゲームデザイン/２Dゲームディレクター/ボスゲームディレクター
- ロリポップチェーンソー (2012年) - ディレクター
- 勇者ヤマダくん（2016年） - ダンジョン職人/ゲームデザイン/プロジェクトリーダー
- Million Onion Hotel (2017年) - カットシーン
- BLACK BIRD (2018年) - プロジェクトリーダー/ゲームデザイナー/レベルデザイナー
- ハテナの塔 (2023年) - ディレクター/ゲームデザイナー/作詞 ('An Arcana's Lullaby')
- シャドウ オブ ザ ダムド: ヘラ リマスタード (2024年) - ゲームデザイン/２Dゲームディレクター/ボスゲームディレクター
- へべれけ2 (2024年) - コンセプター/ゲームデザイナー
- ロリポップチェーンソー: リポップ (2024年) - オリジナルスタッフ[8][9]